# Ted Sorensen
Ted Sorensen (Lincoln, 8 maggio 1928 – New York City, 31 ottobre 2010) è stato un avvocato, scrittore e consigliere presidenziale statunitense.
Era il redattore dei discorsi del Presidente John F. Kennedy, oltre a esserne uno dei consiglieri più ascoltati. Il Presidente Kennedy una volta lo definì la sua "banca del sangue intellettuale". Notare che, oltre a essere stretto collaboratore di Kennedy, Sorensen era visto generalmente come autore della maggior parte dei testi finali di Ritratti del coraggio (Profiles in Courage), e sostenne nelle sue memorie che egli aveva dato una mano a scrivere il libro. Profiles in Courage fruttò a Kennedy nel 1957 il Premio Pulitzer per la biografia e autobiografia. Sorensen contribuì alla stesura del Discorso d'insediamento di John F. Kennedy e fu anche l'autore principale del discorso di Kennedy del 1962 "Scegliamo di andare sulla Luna" (We choose to go to the Moon).

## Biografia

### Gli inizi
Sorensen nacque a Lincoln, nel Nebraska, figlio di Christian A. Sorensen (1890–1959), che prestava servizio come Procuratore Generale del Nebraska (1929–1933), e di Annis (Chaikin) Sorensen. Suo padre era di origini danesi e sua madre di discendenza russo-giudaica. Il suo fratello minore, Philip C. Sorensen, divenne poi il vice governatore del Nebraska. Egli si laureò presso la scuola media superiore di Lincoln nel 1945. Ottenne poi il baccalaureato alla Università del Nebraska, Lincoln e frequentò la facoltà di legge della stessa Università laureandosi primo in graduatoria nella sua classe.
Durante il gennaio 1953, il ventiquattrenne Sorensen divenne aiuto capo legislativo del Senatore John F. Kennedy. Egli scrisse molti degli articoli e discorsi di Kennedy. Nella sua autobiografia del 2008 Counselor: A Life at the Edge of History, Sorensen disse di aver scritto "una prima bozza della maggior parte dei capitoli" del libro del 1956 di John F. Kennedy Ritratti del coraggio e di "aver aiutato a scegliere le parole di molte delle sue frasi."

### Amministrazione Kennedy

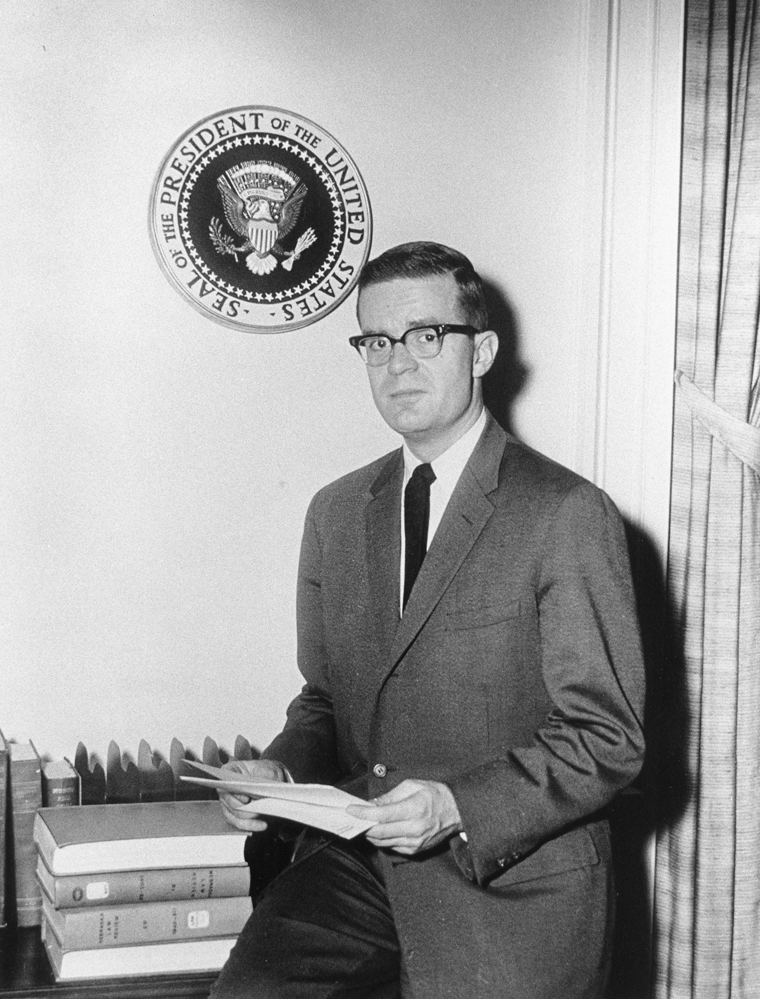
Foto di Sorensen alla Casa Bianca durante l'amministrazione Kennedy

Sorensen fu il principale consigliere e portavoce del Presidente Kennedy, il ruolo per il quale egli è meglio ricordato. Egli contribuì ad abbozzare il discorso d'insediamento del presidente degli Stati Uniti d'America nel corso del quale Kennedy disse la famosa frase: 
(Discorso d'insediamento della presidenza Kennedy)
Sebbene Sorensen giocasse una parte importante nella composizione del discorso inaugurale, egli ha affermato che "il discorso e la sua famosa frase che ognuno ricorda fu scritta da Kennedy stesso". Nella sua memoria del 2008, Counselor: A Life at the Edge of History, Sorensen sostenne: "La verità è che io semplicemente non ricordo da dove questa frase provenga."
Durante i primi mesi dell'amministrazione, le responsabilità di Sorensen riguardavano i fatti interni. Dopo la debacle della baia dei Porci, Kennedy chiese a Sorensen di partecipare alle discussioni sulla politica estera. Durante la crisi dei missili di Cuba, Sorensen prestò servizio come membro dell'ExComm e fu definito dal Segretario della Difesa Robert McNamara come uno del "true inner circle" (vero circolo interno), membri che consigliavano il presidente, essendo gli altri l'Attorney General (Procuratore generale) Robert Kennedy, il National Security Adviser (consigliere Nazionale sulla Sicurezza) McGeorge Bundy, il Segretario di Stato Dean Rusk, il Generale Maxwell Taylor (presidente dello Stato Maggiore Generale), l'ex ambasciatore in USSR Llewellyn Thompson e lo stesso McNamara. Sorensen giocò un ruolo critico nel redigere la corrispondenza di Kennedy con Nikita Khrushchev e lavorò sul primo discorso alla nazione di Kennedy a proposito della crisi del 22 ottobre.
Sorensen fu sconvolto dall'assassinio di Kennedy, che egli definì "L'esperienza più profondamente traumatica della mia vita. …Io non ho mai pensato a un futuro senza di lui."
Successivamente egli citò un brano che disse di riassumere ciò che provava:
Egli inviò una lettera di dimissioni al Presidente Lyndon B. Johnson il giorno successivo all'assassinio ma fu convinto a rimanere durante la transizione. Sorensen redasse la bozza del primo discorso di Johnson indirizzato al Congresso come quello del 1964 sullo stato dell'Unione. Egli dette le dimissioni ufficialmente il 29 febbraio 1964 e fu il primo membro dell'Amministrazione Kennedy a farlo. Come Johnson più tardi rammenterà nelle sue memorie, Sorensen fu di aiuto nella transizione verso la nuova amministrazione con questi discorsi.
Prima delle sue dimissioni, Sorensen affermò la sua intenzione di scrivere una biografia di Kennedy, chiamandola "il libro che il Presidente Kennedy intendeva scrivere con il mio aiuto dopo il suo secondo mandato". Non si trattò dell'unico aiuto di Kennedy a pubblicare degli scritti; Paul Red Fay, Jr., Ministro della Marina di Kennedy e suo intimo amico fin dal suo servizio nella Marina, scrisse The Pleasure of His Company; David Powers e Kenneth O’Donnell, Assistenti Speciali del Presidente scrissero Johnny, We Hardly Knew Ye e lo storico e assistente speciale Arthur M. Schlesinger Jr. la memoria che gli valse il Premio Pulitzer A Thousand Days: John F. Kennedy in the White House (I mille giorni di John F. Kennedy alla Casa Bianca) nello stesso periodo. La biografia di Kennedy scritta da Sorensen fu pubblicata nel 1965 e divenne un bestseller internazionale.

### La politica dopo Kennedy
Sorensen più tardi divenne consigliere della società statunitense Paul, Weiss, Rifkind, Wharton & Garrison LLP, pur rimanendo coinvolto nella politica. Egli fu coinvolto nelle campagne democratiche e fu il primo consigliere di Robert F. Kennedy nella sua campagna presidenziale del 1968. Dopo la morte di Robert Kennedy scrisse nel 1969 un libro dal titolo The Kennedy Legacy: A Peaceful Revolution For The Seventies (L'eredità di Kennedy: Una rivoluzione pacifica per gli anni Settanta) sugli ideali politici dei fratelli Kennedy che poté essere applicata al Partito Democratico in particolare, e agli Stati Uniti e alla società statunitense in generale, nel futuro. Durante i successivi quattro decenni, Sorensen ebbe una carriera come avvocato internazionale, consigliando i governi per il mondo, come per le maggiori società internazionali.
Durante le elezioni del Senato degli Stati Uniti del 1970 a New York, Sorensen era il candidato prescelto per il Partito Democratico alla nomina di Senatore per lo Stato di New York. I suoi avversari alle primarie erano Richard Ottinger, Paul O'Dwyer e Max McCarthy ed egli risultò terzo. Il vincitore nominato, Ottinger, fu successivamente sconfitto nelle elezioni generali da James L. Buckley.
Nel 1973, Sorensen scrisse un piano di emergenza per la transizione presidenziale dello Speaker democratico Carl Albert. Albert risultò terzo nella linea di successione presidenziale secondo il XXV emendamento della Costituzione nel caso in cui Richard Nixon fosse stato esautorato per impeachment o costretto a rassegnare le sue dimissioni a causa dello Scandalo Watergate e se la nomina di Gerald Ford per rimpiazzare Spiro Agnew come vicepresidente fosse fallita.
Questo memorandum comprendeva suggerimenti sulla stesura del discorso d'insediamento e la nomina di un Gabinetto.
Esso raccomandava l'incarico a un Vicepresidente, ma sollecitava Albert a rimanere nel suo incarico come Presidente fino al termine del mandato. Il memorandum fu scartato poiché fu nominato Ford e poiché Albert personalmente non desiderava diventare Presidente.
Nel 1977, Jimmy Carter nominò Sorensen Direttore della Central Intelligence (CIA), ma la nomina fu revocata prima del voto al Senato. L'aiuto di Sorensen nello spiegare l'incidente di Chappaquiddick occorso a Ted Kennedy e la cattiva gestione da parte di Sorensen di informazioni riservate furono citati quali fattori determinanti della opposizione del Senato alla sua nomina come Direttore della CIA. Sorensen, nella sua autobiografia attribuì la mancata approvazione del Senato alla sua nomina di direttore della CIA al suo status di obiettore coscienza da giovane, al fallimento di due suoi matrimoni e all'aver scritto un affidavit in favore della pubblicazione dei Pentagon Papers di Daniel Ellsberg.

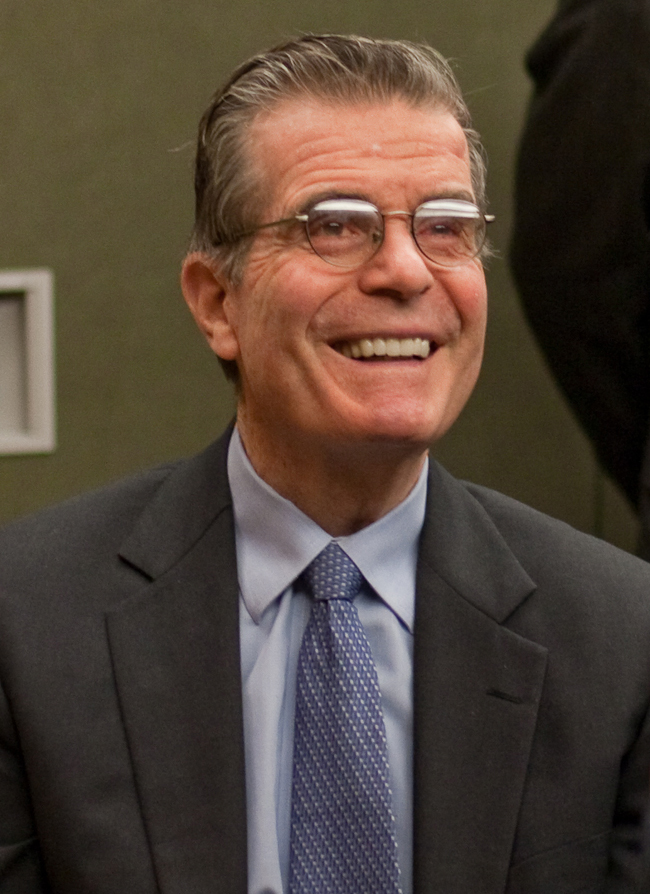
Ted Sorensen nel 2009

Sorensen fu il copresidente del comitato per le elezioni nazionali in favore Gary Hart nelle primarie del Partito Democratico nel 1984 e comparve più volte in manifestazioni in suo favore.
In aggiunta alla sua carriera di successo come avvocato, Sorensen fu anche spesso portavoce di idee e di ideali liberali, scrivendo editoriali e pronunciando discorsi che riguardavano argomenti di carattere nazionale e internazionale. Per parecchi anni nel decennio del 1960, egli fu uno degli editori del Saturday Review.
Fu affiliato a numerose istituzioni, tra le quali il Council On Foreign Relations, The Century Foundation, l'Università di Princeton e l'Harvard Institute of Politics presso la Harvard Kennedy School. Sorensen fu un membro del consiglio dell'International Center for Transitional Justice e un membro del consiglio di consulenza della Partnership for a Secure America, un'organizzazione senza fini di lucro dedicata a ricreare un consenso bipartisan per la sicurezza nazionale americana- e la politica estera. Egli fu anche presidente del consiglio di consulenza dell'International Center for Ethics, Justice and Public Life alla Brandeis University. Sorensen partecipò anche a incontri della Judson Welliver Society, un club sociale bipartisan composto da ex autori di discorsi presidenziali.
Durante il 2007, un modello di discorso di accettazione della nomina presidenziale democratica scritto da Sorensen fu pubblicato sulla Washington Monthly. La rivista lo aveva sollecitato a scrivere il discorso che egli avrebbe più desiderato udire in occasione di una nomina democratica nel 2008 dalla Convenzione Nazionale Democratica del medesimo anno, indipendentemente dall'identità del nominato.
Il 9 marzo 2007, egli parlò ad un evento con l'allora senatore Barack Obama al Grand Hotel Hyatt di New York e lo sostenne ufficialmente in occasione delle elezioni presidenziali del 2008. Molto attivo nella sua campagna, Sorensen parlò subito e frequentemente sulle similitudini tra la campagna del Senatore Barack Obama e quella del Senatore John F. Kennedy. Egli fornì anche assistenza all'Insediamento presidenziale di Barack Obama.
Sorensen fece parte del consiglio di consulenza della Rete di Sicurezza Nazionale.
Nel libro Let The Word Go Forth, Sorensen selezionò fra più di 110 discorsi e scritti che indicavano l'importanza delle intuizioni storiche nei pensieri e nelle azioni di Kennedy.

### Vita privata
Ted Sorensen si sposò tre volte. Si sposò per la prima volta nel 1949 con Camilla Palmer. La coppia ebbe tre figli: Eric, Steven e Philip, ma più tardi divorziarono. Nel 1964, sposò Sara Elbery, ma anche questo matrimonio terminò con un divorzio. Nel 1969, Sorensen sposò Gillian Martin della United Nations Foundation. Dalla coppia nacque una figlia, Juliet Sorensen, ed essi rimasero uniti fino al decesso di Ted.

### Decesso
Il 31 ottobre 2010 Sorensen morì all'età di 82 anni nell'Ospedale Presbiteriano di New York per complicazioni seguenti un infarto da cui era stato colpito la settimana precedente.

## Onorificenze
Il 25 febbraio 2010 Sorensen ricevette la National Humanities Medal per il 2009 in una cerimonia nella East Room della Casa Bianca. Gli fu attribuita la medaglia per "aver fatto avanzare la nostra comprensione della moderna politica americana. Come scrittore dei discorsi e consigliere del Presidente Kennedy, egli contribuì a messaggi e politiche intelligenti, e più avanti ci fornì una finestra sul popolo e sugli eventi che fecero la storia."